# Favars
 Favars  
(en occitano Favars) es una comuna y población de Francia, en la región de Lemosín, departamento de Corrèze, en el distrito de Tulle y cantón de Tulle Campagne Norte.
Su población en el censo de 2008 era de 952 habitantes.
Está integrada en la Communauté de communes Tulle et Coeur de Corrèze.

## Demografía
| 405 | 419 | 558 | 772 | 902 | 836 | 952 |
| Para los censos de 1962 a 1999 la población legal corresponde a la población sin duplicidades (Fuente: INSEE [Consultar]) |     |     |     |     |     |     |